# Olympische Sommerspiele 1988/Teilnehmer (Malediven)
| Gelbes Symbol für Goldmedaillen mit stilisierten Olympischen Ringen | Graues Symbol für Silbermedaillen mit stilisierten Olympischen Ringen | Braundes Symbol für Bronzemedaillen mit stilisierten Olympischen Ringen |
| ------------------------------------------------------------------- | --------------------------------------------------------------------- | ----------------------------------------------------------------------- |
| —                                                                   | —                                                                     | —                                                                       |

Die Malediven nahmen an den Olympischen Sommerspielen 1988 in Seoul mit einer Delegation von sieben männlichen Athleten an den Leichtathletikwettbewerben teil. Es war die erste Teilnahme des Inselstaates an Olympischen Spielen. 

## Teilnehmer

### Leichtathletik
- Abdul Hadi Abdul Latheef
Männer, Marathon: DNF

- Abdul Razzak Aboobakur
Männer, 4 × 100 Meter: Vorläufe

- Ismail Asif Waheed
Männer, 100 Meter: Vorläufe
Männer, 200 Meter: Vorläufe
Männer, 4 × 100 Meter: Vorläufe

- Hussein Haleem
Männer, Marathon: DNF

- Mohamed Hanim
Männer, 4 × 100 Meter: Vorläufe

- Ibrahim Manik
Männer, 4 × 100 Meter: Vorläufe

- Ahmed Shageef
Männer, 400 Meter: Vorläufe